# Прованские травы

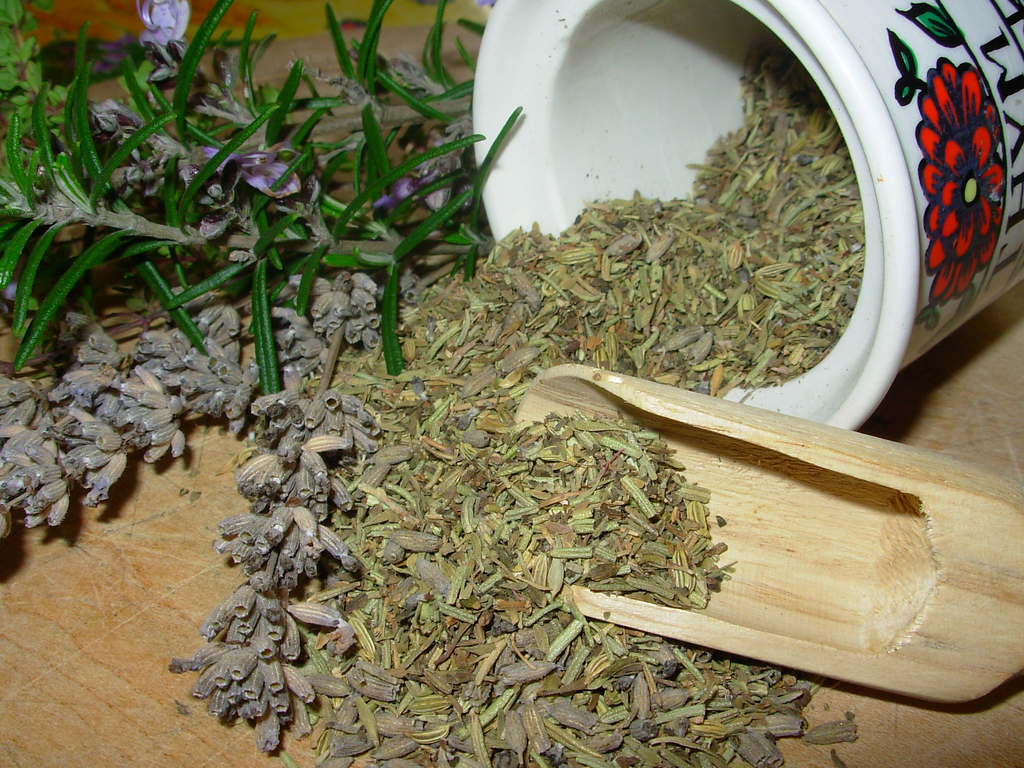
Прованские травы

Прова́нские тра́вы (фр. herbes de Provence, окс. èrbas de Provença) — смесь трав, в которую входят розмарин, базилик, шалфей, тимьян, чабер садовый, душица, майоран. Широко применяются в качестве добавки к супам, соусам и салатам. Используется при приготовлении жаркого, мясного фарша, начинок и блюд из рыбы.
Название смеси происходит от названия региона Франции — Прованс.

## История
В прованской кухне традиционно использовались многие травы, которые часто характеризовались как herbes de Provence , но не в определенных комбинациях и не продавались в виде смеси. В 1970-х годах гомогенизированные смеси были созданы оптовыми торговцами пряностями. 